# FDJ Nouvelle-Aquitaine Futuroscope/2021
Deze pagina geeft een overzicht van de vrouwenwielerploeg FDJ Nouvelle-Aquitaine Futuroscope in 2021.

## Algemeen

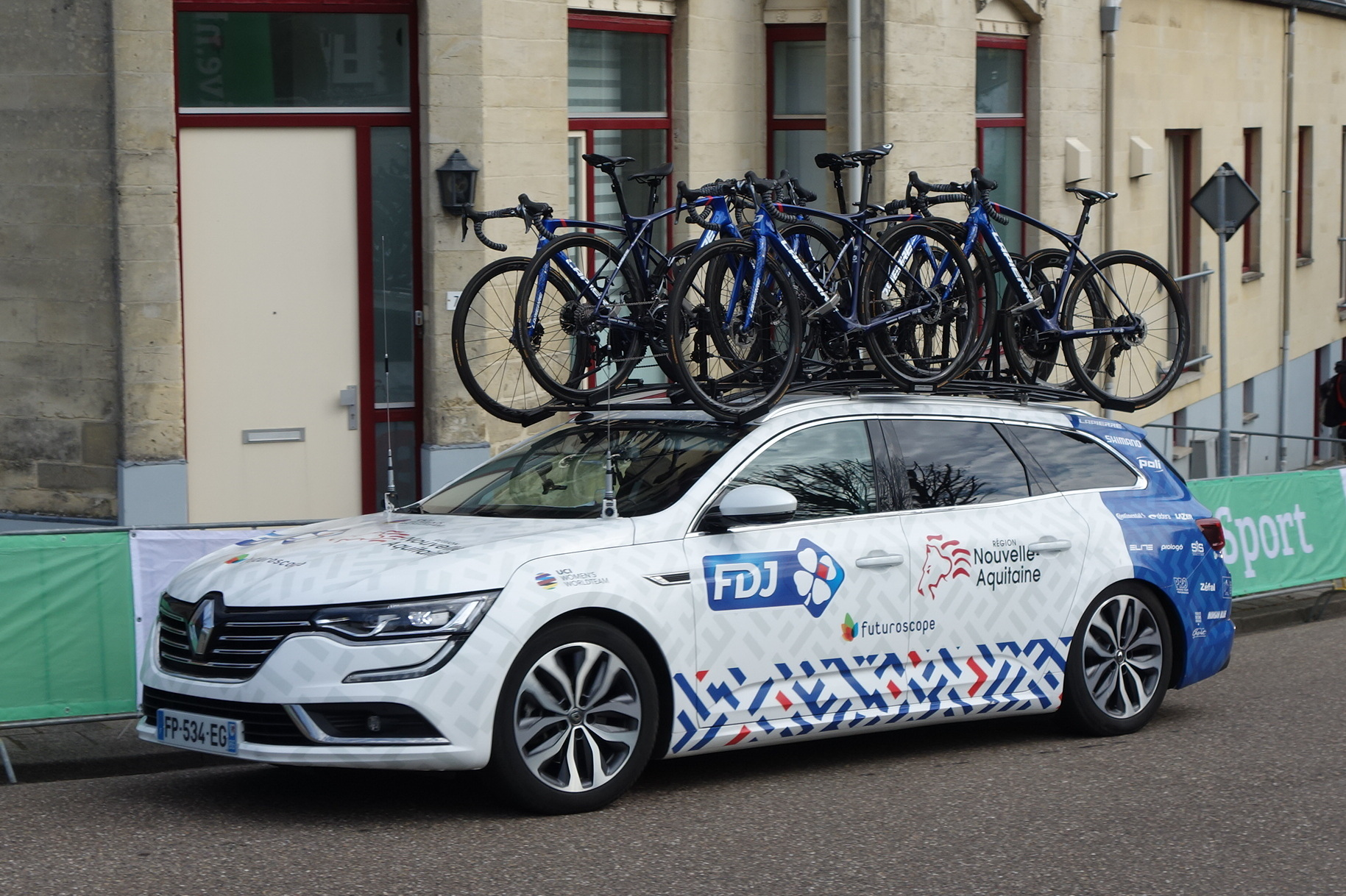
Ploegauto in de Amstel Gold Race 2021.

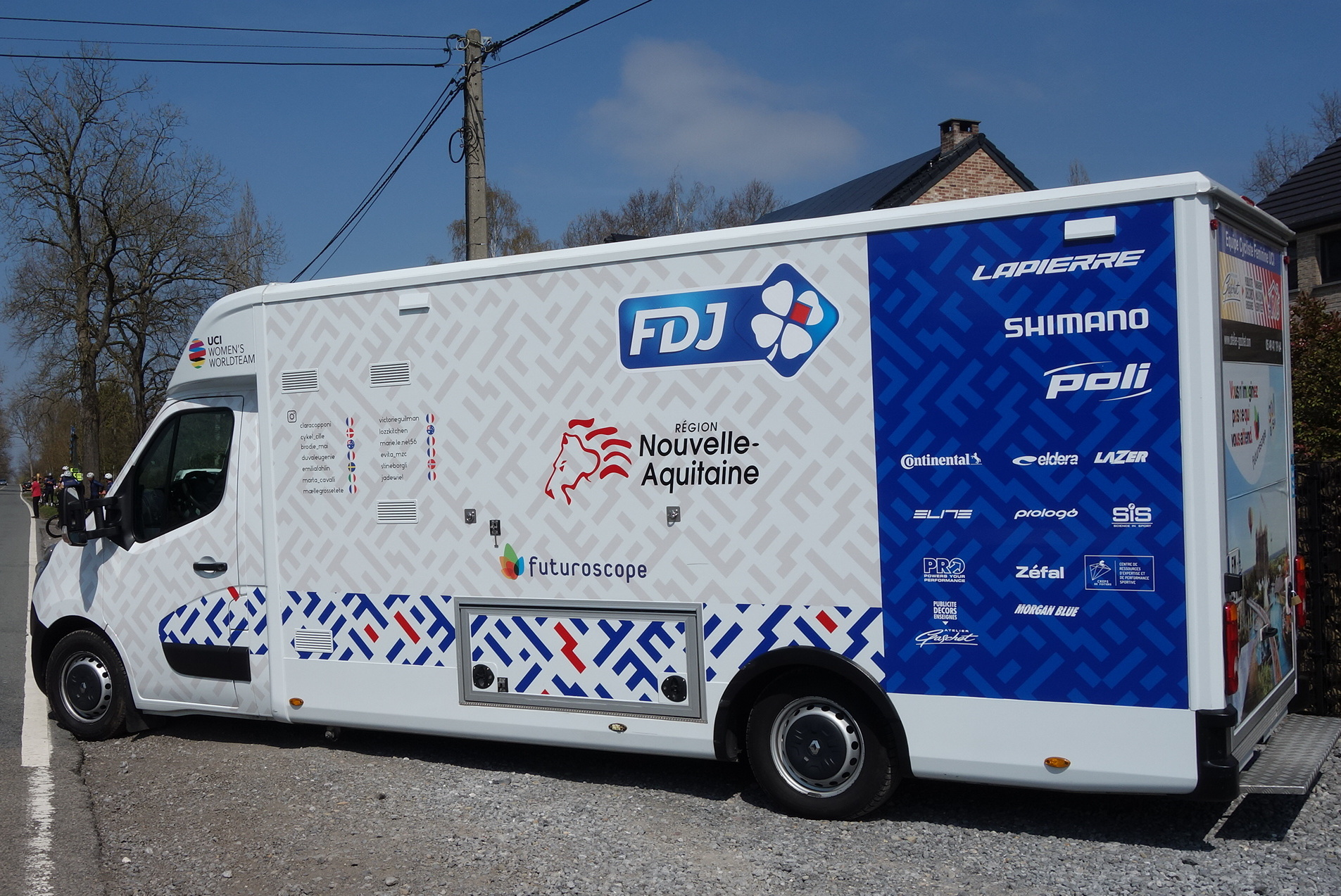
Ploegbus in Luik-Bastenaken-Luik 2021.

Algemeen manager: Stephen Delcourt
Ploegleiders: Cédric Barre, Nicolas Maire
Fietsmerk: Lapierre

## Rensters
| Naam                  | Geboortedatum | Nationaliteit | Ploeg 2020              |
| --------------------- | ------------- | ------------- | ----------------------- |
| Stine Borgli          | 04-07-1990    | Noorwegen     |                         |
| Marta Cavalli         | 18-03-1998    | Italië        | Valcar-Travel & Service |
| Brodie Chapman        | 09-04-1991    | Australië     |                         |
| Clara Copponi         | 12-01-1999    | Frankrijk     |                         |
| Eugénie Duval         | 03-05-1993    | Frankrijk     |                         |
| Emilia Fahlin         | 24-10-1988    | Zweden        |                         |
| Maëlle Grossetête     | 10-04-1998    | Frankrijk     |                         |
| Victorie Guilman      | 25-03-1996    | Frankrijk     |                         |
| Lauren Kitchen*       | 21-11-1990    | Australië     |                         |
| Marie Le Net          | 25-01-2000    | Frankrijk     |                         |
| Cecilie Uttrup Ludwig | 23-08-1995    | Denemarken    |                         |
| Évita Muzic           | 26-05-1999    | Frankrijk     |                         |
| Jade Wiel             | 02-04-2000    | Frankrijk     |                         |

*= tot en met 21 mei 2021

### Vertrokken
| Naam         |         |
| ------------ | ------- |
| Shara Gillow | gestopt |

## Overwinningen
Kampioenschappen
 NK wegwedstrijd Frankrijk: Évita Muzic
3e etappe Ronde van Burgos, Cecilie Uttrup Ludwig
Alé BTC Ljubljana · Team BikeExchange · Canyon-SRAM · FDJ Nouvelle-Aquitaine Futuroscope ·  Liv Racing · Movistar Team · Team DSM · Team SD Worx · Trek-Segafredo